# Замок у Барвалді

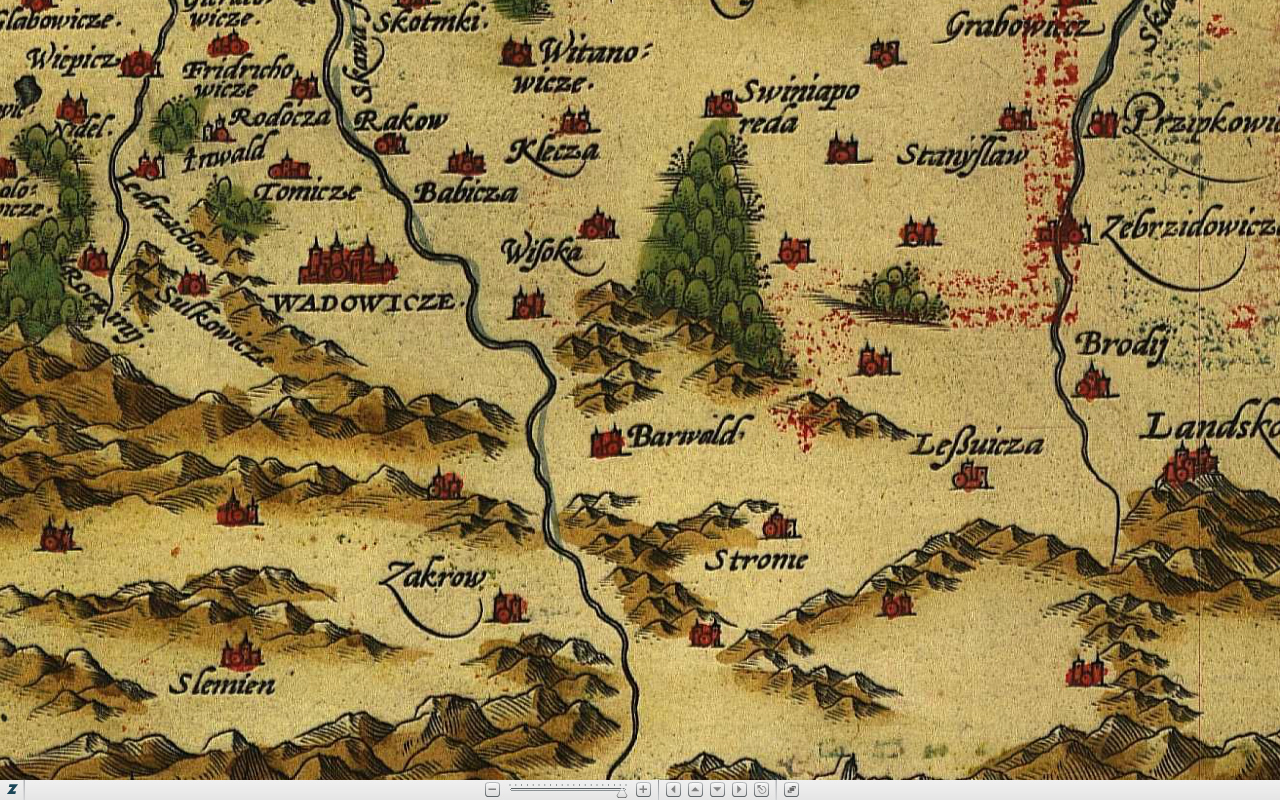
Околиці Барвалду на карті Абрагама Ортеліуса 1550 року – через кілька десятиліть після руйнування замку.

Замок Барвалд — середньовічний лицарський замок у селі Барвалд-Гурни, Вадовицького повіту, Малопольського воєводства, Польща. Зруйнований у 1477 році.

## Історія
Замок в Барвалді збудували на вершині гори Жар, званій також Володковою горою або Замчиськом. Зедений в XIV ст. для охорони східних кордонів Освенцимського князівства. Місцеві князі були васалами чеської корони. З польського боку, на краківській землі, кордону стеріг замок в Лянцкороні.
Базуючись на історичних джерелах та аналізуючи тогочасну політичну ситуацію, припускається, що замок у Барвалді збудовано в середині XIV століття Освенцимським князем  Яном І Схоластиком, який у 1327 році присягнув на вірність чеському королю Яну Люксембурзькому. Тоді ж східний кордон герцогства став кордоном двох ворогуючих держав . У 1427–1429 рр. згадується барвальдський староста Миколай Рудзкі , а у 1440 році в письмових джерелах вперше згадується сам замок . Спочатку тут знаходилася резиденція роду Скшиньських гербу Лебідь, т.зв. лицарів-розбійників, васалів князів Освенцимських. Крім замку в Барвалді, родина Скшиньських мала також замки в Живці. У 1452 році поляки під керівництвом Пьотра Шафранца, ще одного лицаря-розбійника, виступили походом проти Влодка зі Скшина, який на той час володів замком у Барвалді, але зазнали невдачі.
У XV столітті замки в Барвальді та Живці переходять під владу польської корони, а згодом до рук Коморовських гербу Корчак. В другій половині 70-х рр XV століття Коморовські впали в немилість короля Казимира Ягеллончика. Причиною стала політична підтримка Пьотром Коморовським короля Угорщини Матяша Корвіна, який об’єднався з Тевтонським орденом проти Польщі. Внаслідок військової акції польське військо захопило замки в  Шафлярах, Барвалді та Живці. Останні два були зруйовані вщент.
Як подає Ян Длугош, військові дії проти Коморовських розпочали у 1477 р. краківський староста і сандомирський воєвода Якуб із Дембна. Похід тривав сім тижнів і в ньому брали участь навіть найманці та артилерія. Замок у Барвалді здався, після чого Казимир IV Ягеллончик наказав його зруйнувати і зрівняти з землею. В описі Длугоша згадується, що замок «був захищений високим муром і мав дуже хороше оборонне розташування» .
Миколай Зебжидовський, фундатор Санктуарію в Кальварії-Зебжидовській, викристав в 1616–1617 рр. каміння з руїн замку в Барвалді для будівництва каплиці св. Марії Магдалини на горі Жар, нині Скит п’яти братів поляків з каплицею св. Магдалени.

## План замку
Замок у Барвалді збудовано на плоскій вершині гори. В плані він мав форму видовженого овалу розміром 50 метрів на 20 метрів. Фортецю оточував земляний вал і сухий рів глибиною до 10 м. З північного боку пролягав додатковий оборонний рів. Нині на вершині гори Жар збереглися залишки земляного валу та рову, а також залишки фундаментів стін, найбільше на внутрішньому краю майдану.